# El piloto del Danubio
"El Piloto del Danubio" ("Le pilote du Danube") es una novela del escritor francés Jules Verne publicada póstumamente en forma de serial en "Le journal" desde el 24 de septiembre hasta el 2 de noviembre de 1908, y posteriormente en una edición doble con "La caza del meteoro" el 15 de noviembre de ese mismo año.
Fue reescrita por Michel Verne basándose en la novela "Le beau Danube jaune" ("El hermoso Danubio amarillo"), escrita por Jules Verne.
Un pescador decide batir la marca de navegación a lo largo del Danubio manteniéndose únicamente con el fruto de su pesca. La inusual situación provoca que un inspector de policía piense que es responsable de una serie de delitos cometidos en el importante río.

## Argumento
Ilia Brusch, ganador del premio de pescadores aficionados de la liga del Danubio, proclama un desafío, que sólo el toma: navegar por el famoso río Danubio hasta llegar al Mar Negro, y vivir solo de la pesca recogida a lo largo del viaje. 
El pescador se encuentra con un hombre, un tal Jaeger, que ofrece una tentadora suma si lo acepta como compañero de viaje. Ilia se ve forzado a aceptarlo. Pero se descubre que Jaeger en realidad es el agente de la policía Karl Dragoch, cuya misión consiste en perseguir y encarcelar a un ladrón nombrado Ladko. El viaje, que iba a ser de placer y de recreo, se convierte en una odisea llena de misterios e intrigas que llega a su clímax cuando Brusch parece esfumarse al notar Jaeger cada vez más el parecido entre Ladko y él. 

## Personajes
- Ilia Brusch (Serge Ladko): El héroe de la novela, el pescador emérito ganador del Concurso de Pesca de la Liga del Danubio. Lanza un desafío consistente en emprender el descenso y gnarse la vida sólo con la pesca. A medida que avanza la novela, se descubre su verdadera identidad: la de un patriota húngaro, Serge Ladko, obligado a huir de la invasión otomana. A pesar de sus raíces y por la seguridad de su bella esposa Natcha, arriesga su seguridad con su intrépido viaje. Sin embargo, es secuestrado por su archienemigo: Iván Striga.

- Monsieur Jaeger (Karl Dragosh): Un misterioso extranjero que le pide a Ilia pagar un boleto a bordo de su barco. En realidad se trata del mejor detective del Danubio, el oficial Karl Dragosh, que por este medio intenta atrapar a los cabecillas de la banda criminal que recorre el río en esos tiempos: el año 1876.

- Natcha: Esposa de Serge Ladko, que tiempo atrás fue codiciada y cortejada por el peor enemigo de Serge: el celoso Striga.

- Yvan Striga: El villano de la historia, un malhechor rechazado por la esposa del héroe. Alimenta el rencor contra su rival hasta el punto de organizar con su banda varios robos que traerán de cabeza a la policía, en especial a Dragosh, y de los que procurará que aparezca como sospechoso Serge.

- Jackel Semo: Cómplice de Yvan y piloto del barco.

## Capítulos
- I Al concurso de Sigmaringen.
- II En las fuentes del Danubio.
- III El pasajero de Ilia Brusch.
- IV Serge Ladko.
- V Karl Dragoch.
- VI Los ojos azules.
- VII Pescadores y pescados.
- VIII Un retrato de mujer.
- IX Los dos fracasos de Dragoch.
- X El prisionero.
- XI En poder de un enemigo.
- XII En nombre de la ley.
- XIII Una requisitoria.
- XIV Entre cielo y tierra.
- XV Cerca del objetivo.
- XVI La casa vacía.
- XVII A nado.
- XVIII El piloto del Danubio.
- XIX Epílogo.

## Temas vernianos tratados

### Novela detectivesca
Esta novela constituye uno de los más claros acercamientos de Verne al subgénero detectivesco, y en ella aplica toda la mecánica de este tipo de narrativa, con una progresión de la trama, dudas,  pistas falsas y, finalmente, resolución del misterio. 
Anteriores acercamientos de Verne a este subgénero son "Los hijos del capitán Grant" (1867), "Ante la bandera" (1896) y posteriormente "El secreto de Wilhelm Storitz" (1910). 

### Geografía
A este viaje extraordinario le toca la exploración del río Danubio, uno de los más importantes de Europa.

### Política
El tema de la autodeterminación Verniana, es decir, el derecho de los pueblos a decidir su futuro político, se desarrolla aquí mediante la lucha por la libertad política húngara, ya tratada en "Matías Sandorf" (1885), como había hecho con la de Grecia en "El archipiélago en llamas" (1884). La lucha contra la cada vez mayor aproximación del poder otomano cuenta con una mirada risueña en otra novela menos política y más divertida: "Kerabán el testarudo" (1883). 
En "El piloto del Danubio", el personaje del villano, Iván Striga, es una reminiscencia de otro pirata verniano, Sócrates, también conocido como Nicolas Starkos, en "El archipiélago en llamas".

## El hermoso Danubio amarillo
El título de la obra original de Verne parece estar inspirado en el famoso vals de Strauss "El hermoso Danubio azul", que había hecho furor hacia fines de la década de los 60 del siglo XIX.

## Modificaciones de Michel Verne
En principio, la obra era de tono cínico y ligero, y apenas se mencionaba en ella a la banda de malhechores. Michel Verne cambió este aspecto introduciendo una participación mucho más activa de la banda y, sobre todo, más agresiva.
El manuscrito original sólo tenía dieciséis capítulos en su versión original. Michel agregó tres, e introdujo un personaje secundario: el del bandido Jackel Semo, que no existía en el manuscrito original. La idea para la creación de este personaje se inspiró en otro de la vida real: se trataba de alguien a quien Michel había conocido con anterioridad en Belgrado; el personaje real, sintiéndose aludido y no gustándole la calificación que se le daba en la novela, demandó a Michel. El editor, Hetzel, se apresuró a corregir este particular reemplazando el personaje de Jackel Semo por el de Yacoub Ogul.

## Adaptaciones

### Cinematográficas
- 1974: "El piloto del danubio" ("A Dunai hajós"). Magyar Televízió, Hunnia Jatekfilmstudio Vallalat. Hungría. 
  - Guion y dir.: Markos Miklós.
  - Int.: Gábor Koncz, Gábor Agárdi, Ferenc Baracsi, Péter Blaskó, István Budai, István Bujtor, Lajos Cs. Németh, Endre Csonka Ágnes Dávid, Ferenc Deák, István Fillár, László Forgács, Árpád Gyenge, Tibor Haraszin, László Horesnyi, Sándor Horváth,, László Huszár, Ferenc Kállai, Béla Kollár, Róbert Koltai.
  - Música: Frigyes Hidas.